# Chaperiopsis
Chaperiopsis är ett släkte av mossdjur. Chaperiopsis ingår i familjen Chaperiidae.
Släktet Chaperiopsis indelas i:
- Chaperiopsis annulus
- Chaperiopsis arcifera
- Chaperiopsis bilaminata
- Chaperiopsis bispinosa
- Chaperiopsis boninensis
- Chaperiopsis californica
- Chaperiopsis cervicornis
- Chaperiopsis chathamensis
- Chaperiopsis chelata
- Chaperiopsis colensoi
- Chaperiopsis condylata
- Chaperiopsis cristata
- Chaperiopsis cylindracea
- Chaperiopsis erecta
- Chaperiopsis frontalis
- Chaperiopsis funda
- Chaperiopsis galeata
- Chaperiopsis gaussi
- Chaperiopsis harmeri
- Chaperiopsis hirsuta
- Chaperiopsis incognita
- Chaperiopsis indefensa
- Chaperiopsis intermediata
- Chaperiopsis lanceola
- Chaperiopsis longispina
- Chaperiopsis multifida
- Chaperiopsis orbiculata
- Chaperiopsis patula
- Chaperiopsis patulosa
- Chaperiopsis paulensis
- Chaperiopsis propinqua
- Chaperiopsis protecta
- Chaperiopsis quadrispina
- Chaperiopsis quadrispinosa
- Chaperiopsis rotundata
- Chaperiopsis rubida
- Chaperiopsis serrata
- Chaperiopsis signyensis
- Chaperiopsis spiculata
- Chaperiopsis splendida
- Chaperiopsis stephensoni
- Chaperiopsis tintinnabula
- Chaperiopsis transversalis
- Chaperiopsis tropica
- Chaperiopsis uttleyi